# Brouwerij Dugardein

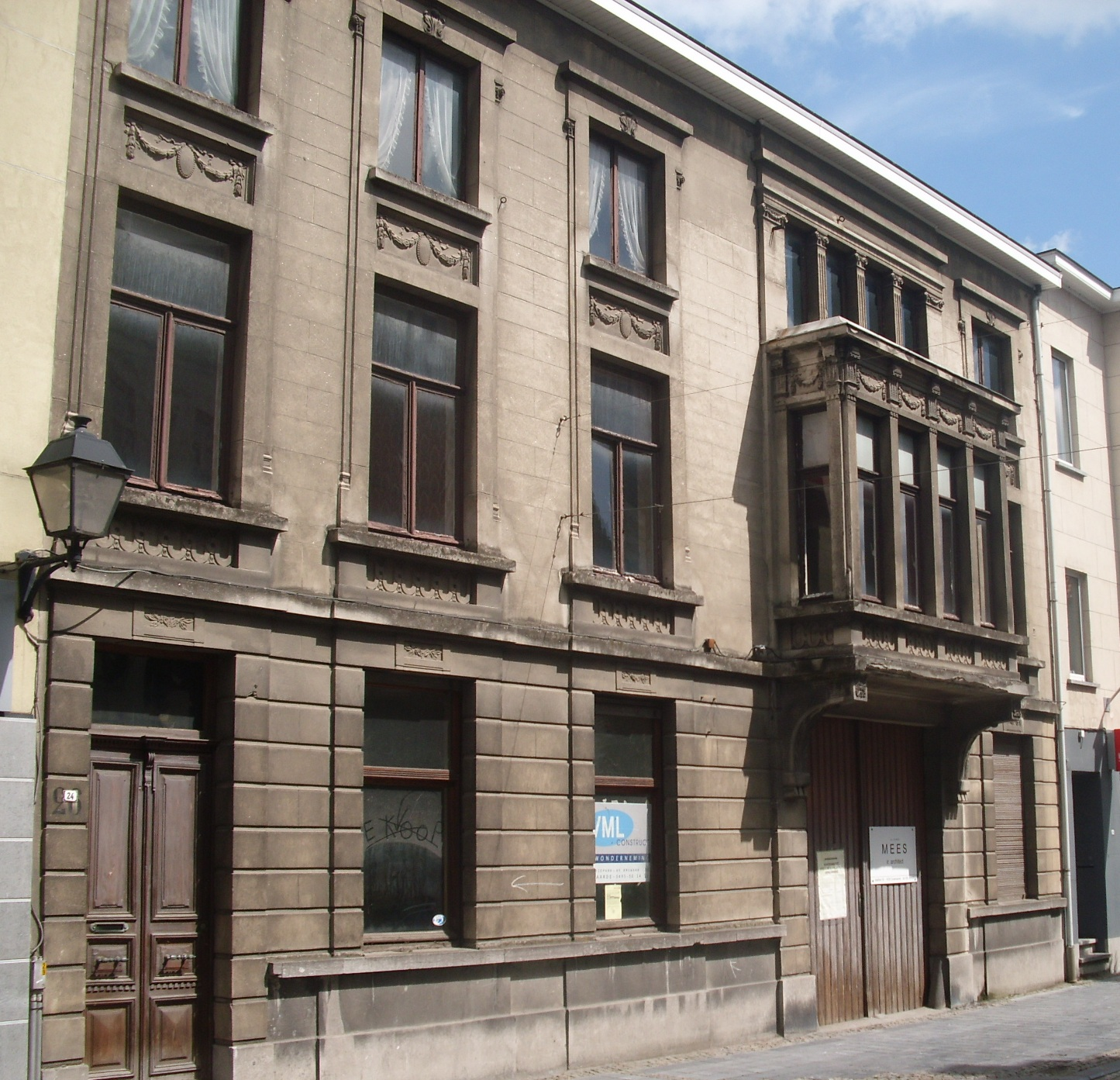
De voorgevel van de voormalige Brouwerij Dugardein in Oudenaarde.

Brouwerij Dugardein is een voormalige bierbrouwerij in de Belgische stad Oudenaarde. Zij was gelegen nabij het einde van de Broodstraat, een zijstraat van de markt van deze Oost-Vlaamse stad. Een straat die ook een tijdje de Vrijheidstraat werd genoemd.

## Kriek
In 1846 werd op deze plaats een bier- en azijnbrouwerij opgericht door Constantin Vandercruyssen als voortzetting van een bestaande geneverstokerij. Deze was in 1810 opgericht door Charles De Simpelaere. Het stoken van genever en het brouwen van bier kende er een afwisselend succes.
In 1910 werd de bieractiviteit overgenomen door de West-Vlaming Michel Dugardein die de naam veranderde van Brouwerij Wijngaard naar Brouwerij Dugardein. Deze richtte zich vooral tot het brouwen van kriekbier dat werd verkocht in champagneflessen. Vader Michel en zoon José hielden de bierproductie bekeken in de jaren '60 en zette hun activiteiten verder als bieruitzetters.